# Antonio Gonzales
Antonio Emiliano Gonzales Canchari (Lima, 16 de maio de 1986) é um futebolista peruano, que atua como meia.

## Carreira
Gonzales fez parte do elenco da Seleção Peruana de Futebol da Copa América de 2011.

## Títulos
Universitario de Deportes
- Apertura: 2008
- Campeonato Peruano (2): 2009, 2013